# Кремний-2М
Кремний-2М — система радиолокационного опознавания, предназначалась для опознавания надводных и воздушных целей и определения их принадлежности к своим вооруженным силам.

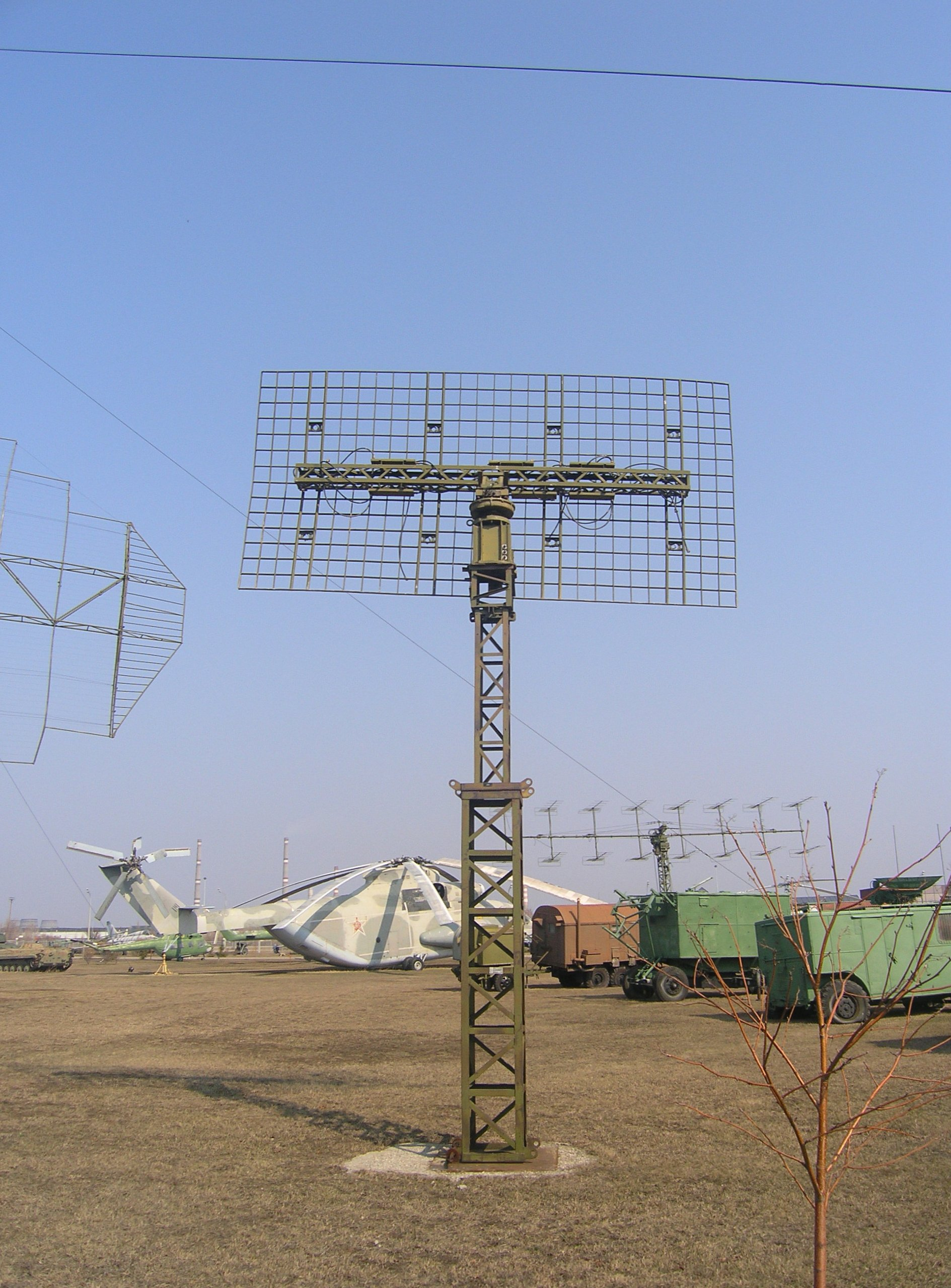
Антена комплекса Кремний-2.

## Состав
- Антенные посты правого и левого борта
- Один комплект запросчиков «Никель-КМ»
- Два комплекта ответчиков «Хром-КМ»
- Один комбинированный запросчик-ответчик «Нихром-М»

## Принцип действия
Корабельная система опознавания «свой-чужой» сопрягалась с корабельными РЛС. Система применяла амплитудно-модулированные кодовыми частотами ответные сигналы, а в целях повышения имитостойкости кодирования ответных сигналов были введены дополнительные немодулированные («гладкие») импульсы.

## Размещается
Надводные корабли среднего и большого водоизмещения